# Cayito Dangond
Carlos Iván Dangond Corrales (Urumita, 7 de agosto de 1986) es un cantante, y músico colombiano, más conocido en el mundo artístico como Cayito Dangond. Es el hermano menor del también cantante vallenato Silvestre Dangond. Forma parte de la generación de músicos que conformaron la llamada Nueva Ola del Vallenato.

## Trayectoria musical
A lo largo de su carrera musical ha lanzado un total de 4 producciones musicales, comenzó en 2005 teniendo sus primeras presentaciones, y en 2008 bajo el amparo de su hermano Silvestre firmado por Sony BMG Music Entertainment lanzando el álbum "Tengo Un Corazón" del cual se destacaron canciones como "La Tierra Tembló" y "El Caramelito" ocupando los primeros lugares dentro de las emisoras radiales. Cuatro años después en 2012 firmó con Codiscos lanzando el álbum "Reloco", y en 2014 lanzó su producción más exitosa junto al acordeonero Eimar Martínez, "Sin Palabras", con la cual obtuvo Disco de oro en Colombia por más de 12.000 copias físicas vendidas.

## Carrera En Televisión
Cayito también ha tenido participación en televisión nacional, participando en el programa Reto 4 elementos (Colombia) en 2019, y también en el programa "Duro Contra El Muro", ambos de la Cadena RCN Televisión.

## Discografía
- Tengo Un Corazón (2008) junto a Daniel Maestre - Sony BMG Music Entertainment
- Reloco  (2012) junto a Eimar Martínez - Codiscos
- Sin Palabras (2014)  junto a Eimar Martínez - Codiscos
- Esta Es Mi Música (2017)  junto a Paulo Del Toro - Codiscos

## Premios y reconocimientos
- Disco de Oro por ventas del trabajo "Sin Palabras".